# Îles Tabar
Pour les articles homonymes, voir Tabar (homonymie).
Les îles Tabar sont un groupe de trois îles de Papouasie-Nouvelle-Guinée, situé dans l'océan Pacifique, au large de la côte nord de la Nouvelle-Irlande. Elles font partie de l’archipel Bismarck et sont rattachées administrativement à la province de Nouvelle-Irlande.
Ce groupe est composé de Tabar, Tatau and Simberi. L’île principale est Tabar, d’une superficie de 218 km² et dont le point culminant atteint 622 mètres. On y parle le mandara.